# Bobby Ball (Rennfahrer)
Robert „Bobby“ Ball (* 26. August 1925 in Phoenix, Arizona; † 27. Februar 1954 in Gardena, Kalifornien) war ein US-amerikanischer Automobilrennfahrer.

## Karriere
Ball war Anfang der 1950er Jahre einer der besten Midget-Car-Piloten der USA. 1950 gewann er die AMORC-Meisterschaft. Er startete zudem in 17 Rennen zur AAA-National-Serie, bei denen er einen Sieg erzielen konnte. Am 2. November 1952 steuerte er in San José seinen Kurtis Kraft-Offenhauser zum Sieg.
Zweimal stand er bei den 500 Meilen von Indianapolis am Start. 1951 erreichte er bei seinem ersten Antreten auf einem Schroeder-Offenhauser den fünften Rang. 1952 war er mit einem Stevens-Offenhauser am Start. Im Training hatte er einen schweren Unfall, von dem er sich aber soweit erholen konnte, dass er vom 17. Startplatz aus ins Rennen konnte. Er fiel in der 24. Runde mit einem Getriebeschaden aus. Da 500 Meilen von Indianapolis von 1950 bis 1960 als Weltmeisterschaftslauf der Formel 1 gewertet wurden, stehen für ihn auch zwei Grand-Prix-Starts und zwei Punkte für die Fahrerweltmeisterschaft zu Buche.
Im Januar 1953 wurde er bei einem Rennen am Carrell Speedway in eine Massenkollision verwickelt, bei der er schwere Kopfverletzungen davontrug. Ball fiel ins Koma und verstarb 14 Monate später.

## Statistik

### Indy-500-Ergebnisse
| Jahr | Startnr. | Start | Qual (km/h) | Ergebnis | Runden | Führung | Ausfall         |
| ---- | -------- | ----- | ----------- | -------- | ------ | ------- | --------------- |
| 1951 | 52       | 29    | 215,778     | 5        | 200    | 0       |                 |
| 1952 | 15       | DNQ   |             |          | 0      |         | Trainingsunfall |
| 1952 | 38       | DNQ   |             |          |        |         |                 |
| 1952 | 55       | 17    | 216,791     | 32       | 34     | 0       | Getriebe        |

| Legende  | Legende            | Legende                                                          |
| Farbe    | Abkürzung          | Bedeutung                                                        |
| -------- | ------------------ | ---------------------------------------------------------------- |
| Gold     | –                  | Sieg                                                             |
| Silber   | –                  | 2. Platz                                                         |
| Bronze   | –                  | 3. Platz                                                         |
| Grün     | –                  | Platzierung in den Punkten                                       |
| Blau     | –                  | Klassifiziert außerhalb der Punkteränge                          |
| Violett  | DNF                | Rennen nicht beendet (did not finish)                            |
| Violett  | NC                 | nicht klassifiziert (not classified)                             |
| Rot      | DNQ                | nicht qualifiziert (did not qualify)                             |
| Rot      | DNPQ               | in Vorqualifikation gescheitert (did not pre-qualify)            |
| Schwarz  | DSQ                | disqualifiziert (disqualified)                                   |
| Weiß     | DNS                | nicht am Start (did not start)                                   |
| Weiß     | WD                 | zurückgezogen (withdrawn)                                        |
| Hellblau | PO                 | nur am Training teilgenommen (practiced only)                    |
| Hellblau | TD                 | Freitags-Testfahrer (test driver)                                |
| ohne     | DNP                | nicht am Training teilgenommen (did not practice)                |
| ohne     | INJ                | verletzt oder krank (injured)                                    |
| ohne     | EX                 | ausgeschlossen (excluded)                                        |
| ohne     | DNA                | nicht erschienen (did not arrive)                                |
| ohne     | C                  | Rennen abgesagt (cancelled)                                      |
| ohne     | keine WM-Teilnahme |                                                                  |
| sonstige | P/fett             | Pole-Position                                                    |
| sonstige | 1/2/3/4/5/6/7/8    | Punktplatzierung im Sprint-/Qualifikationsrennen                 |
| sonstige | SR/kursiv          | Schnellste Rennrunde                                             |
| sonstige | *                  | nicht im Ziel, aufgrund der zurückgelegten Distanz aber gewertet |
| sonstige | ()                 | Streichresultate                                                 |
| sonstige | unterstrichen      | Führender in der Gesamtwertung                                   |